# Parc naturel Oukok
Le parc naturel Oukok (en russe : Природный парк «Укок») est un parc situé au sud du raïon de Koch-Agatch, dans la république de l'Altaï. Il s'étend sur la partie sud du plateau de l'Oukok. À l'est, la frontière du parc coïncide avec la frontière nationale entre la fédération de Russie et la Mongolie (crête des monts Saïliouguem), au sud elle suit la frontière de la Chine (crête de l'Altaï méridional), au sud-ouest celle du Kazakhstan. Au nord-ouest, le territoire du parc naturel est délimité par le parcours de la rivière Tchindagatouï (ru) depuis ses origines jusqu'à sa confluence avec le lac Kara Alakha. Plus loin, sur la côté ouest du lac, la limite du parc remonte jusqu'aux sources de la rivière Kara-Alakha et de là à l'est jusqu'à la confluence avec la rivière Akalakha, puis vers l'est en aval de la rivière Ak-Alakha jusqu'à sa source, et de là encore à l'est vers la frontière avec la Mongolie par la ligne de partage des eaux entre les bassins des rivières Djazator (ru) et Kalgouty (ru).
Le relief du parc est représenté par deux types principaux : le relief moyen et de haute montagne des chaînes de la bordure méridionale du parc, ainsi que le relief nivelé du plateau de haute montagne,. Sur le territoire du parc naturel sont conservées des parcelles de steppe-toundra.
La superficie totale est de 2 542 km2.
La zone de repos (réserve naturelle) Oukok a été créée en août 1994. Le 23 mai 2005, ce territoire a été transformé en parc naturel. Depuis le 18 août 2015, la gestion opérationnelle du parc a été confiée à l'institut de la république de l'Altaï Direction des zones naturelles spécialement protégées de la République de l'Altaï, qui agit sur base de la charte approuvée par résolution du gouvernement de la République de l'Altaï no 77 du 23 mai 2005 (modifiée le 18 août 2015).
En 1998, la zone de repos Oukok ainsi que d'autres territoires a été inscrite dans la liste du patrimoine mondial UNESCO comme site naturel sous le nom de Montagnes dorées de l'Altaï.
Le règlement du parc prévoit trois zones fonctionnelles dans l'Oukok :
- Une zone protégée de 26 800 ha dans laquelle toute utilisation économique et récréative du territoire est interdite. Les activités de recherches y sont autorisées ;
- Une zone d'une surface de 39 200 ha qui assure la préservation de complexes naturels, de sites et de monuments du patrimoine historique et culturel. Les visites sont strictement règlementées et une gestion d'activités économiques limitées est autorisée. Les activités entrainant la modification du paysage naturel historique, la réduction ou la destruction de la qualité écologique esthétiques et récréatives du parc sont interdites ;
- Une zone de 186 904 ha est consacrée aux activités récréatives, touristiques et économiques strictement règlementées[1].

Selon un certain nombre d'experts, la construction du gazoduc Force de Sibérie 2 risque de perturber le complexe naturel unique de ces lieux.

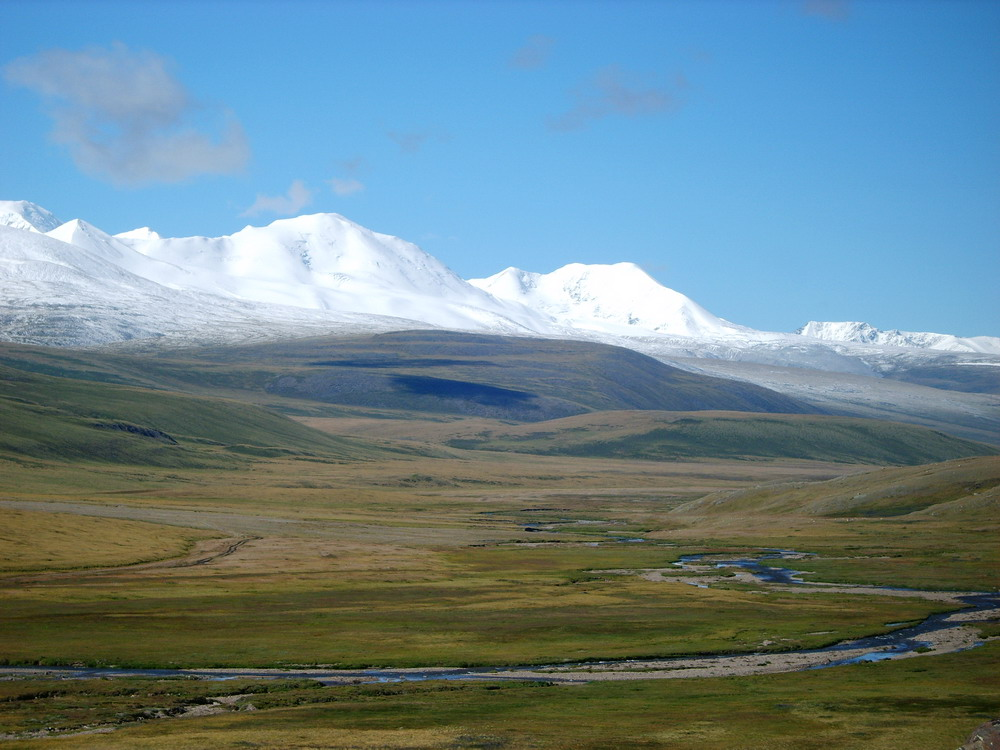
Vallée de la rivière Kalgouty (ru), avec le massif du Tavan Bogd.
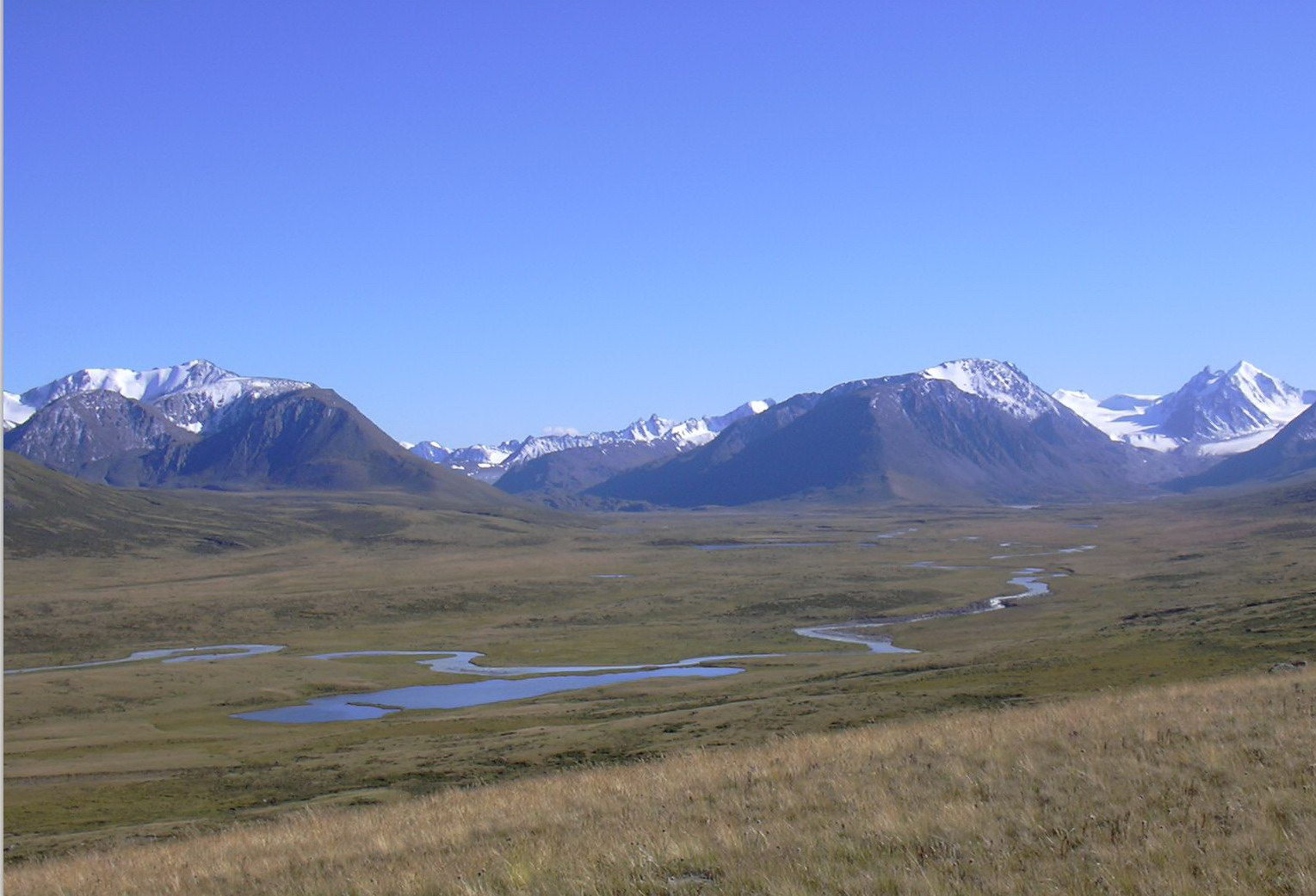
Vallée de l'Akalakha (ru), vue du col Kanas
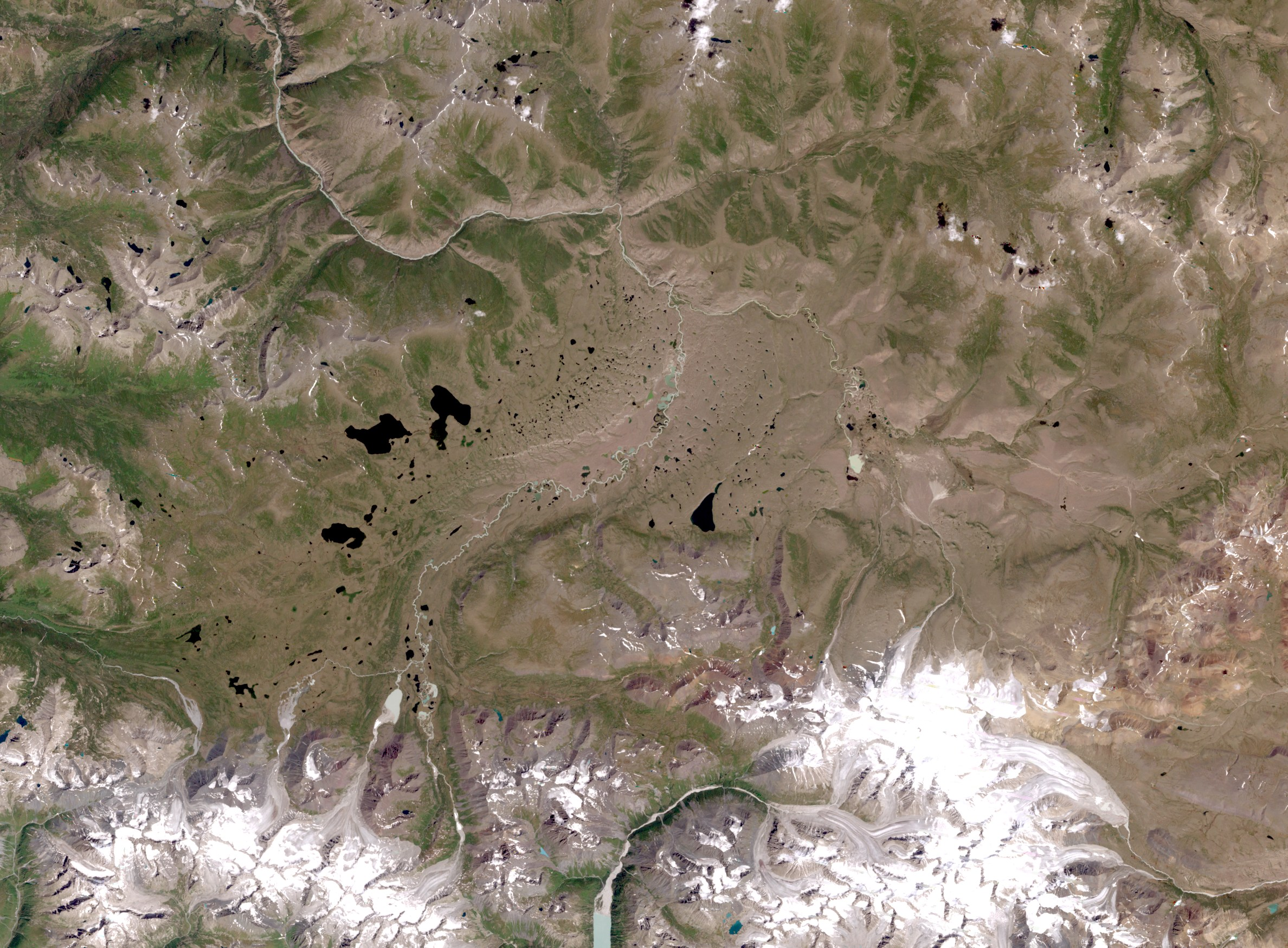
Plateau Oukok d'après une vue satellite du 23 juillet 2006 avec le Spoutnik Landsat 7.
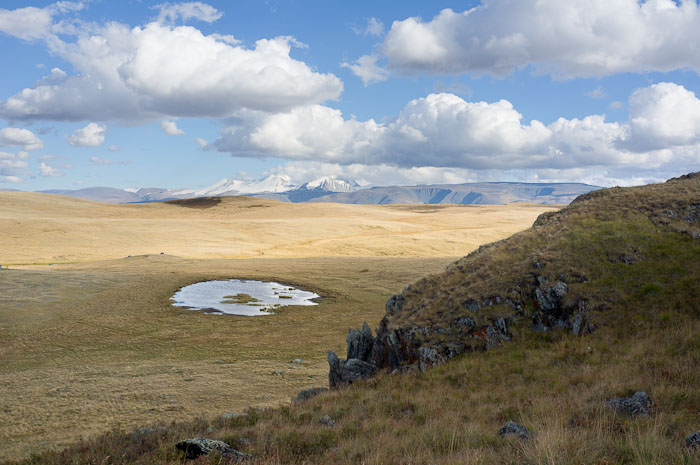
plateau de l'Oukok.